# Med24.dk
Med24.dk ApS er en dansk netbutik, der sælger kosmetik, kosttilskud, dagligvarer og håndkøbsmedicin. Virksomheden blev etableret i 2005 i Løkken af Nils Træholt og Kristian Brinckmann. I dag har de afdelinger i Løkken samt i Norge og Sverige. I 2016 overtog Egmont 49 % af virksomheden, mens Niels og Kristian ejer 51 % af virksomheden. I 2023 havde Med24.dk ca. 200 ansatte.